# 농촌경제학
농촌경제학(Rural economics)은 농촌경제를 연구하는 학문이다. 농촌경제에는 농업 및 비농업 산업이 모두 포함되므로 농촌 경제는 식량 시스템에 더 중점을 두는 농업 경제보다 더 넓은 관심을 가지고 있다. 농촌 개발과 금융은 농촌 경제 내에서 더 큰 문제를 해결하려고 시도한다. 이러한 경제적 문제는 경제활동 부족과 농촌빈곤으로 인한 농촌이탈과 연결되는 경우가 많다. 일부 개입은 세계 일부 지역에서 매우 성공적이었으며, 농촌 전기화와 농촌 관광은 일부 농촌 지역의 경제 변화를 위한 기반을 제공했다. 이러한 문제는 종종 농촌과 도시의 소득 격차를 야기한다.
농촌 공간은 경제 지리에 대한 이해가 필요한 경제 분석에 새로운 과제를 추가한다. 예를 들어 생산 및 가구 단위의 규모 및 공간 분포, 지역 간 무역, 토지 이용에 대한 이해, 낮은 인구 밀도가 개발, 투자 및 규제, 운송에 관한 정부 정책에 어떻게 영향을 미치는지 이해한다.

## 같이 보기
- 농업경제학
- 경제발전
- 경제지리학
- 지역경제학
- 농촌사회학
- 도시경제학